# Maya Badian
Maya Badian (n. 18 aprilie 1945, București, România), doctor în compoziție muzicalā, este compozitoare, muzicolog, și profesoară de compoziție; ea este profesor asociat cu Royal Conservatory of Music, Canada, și predǎ toate aspectele legate de teoria muzicii și compoziție. În momentul actual, Dr. Badian are dublă cetățenie: română și canadiană.

## Biografie
Badian a început să compună de la vârsta de cinci ani, iar mai târziu s-a înscris la Universitatea Națională de Muzică București, unde a studiat cu Tiberiu Olah, Aurel Stroe, Zeno Vancea, Tudor Ciortea și a absolvit cu o diplomă de Master în Compoziție în 1968. Și-a continuat studiile în dirijat orchestra în Weimar, Germania în 1972.
Din 1970, Badian a fost membru al Uniunii Compozitorilor și Muzicologilor din România. Ea a fost director muzical la Departamentul Teatrului Radiofonic al Societății Române de Radiodifuziune, între 1968 și 1972, și profesor de muzică de la liceul "George Enescu" de Muzică din București între anii 1973 și 1985.
A emigrat cu familia sa în Canada, în 1987 și s-a stabilit în Montreal. În 1990 a luat cetățenia canadiană, și s-a mutat la Ottawa, în 1995. Badian este acum un profesor de studii teoretice și examinator pentru Conservatorul Regal al Examinatorilor Muzicieni din Canada și, de asemenea, un membru al Ligii Canadiene de Compozitori, și un membru asociat cu Centrul Muzical Canadian. În 1992, după doi ani de studiu, a obținut un Doctorat în Muzică, Diplomă de Compoziție cu cea mai înaltă distincție la Universitatea din Montreal.
Ea este căsătorită cu Lucian Badian, un Master în Inginerie; Manager de Afaceri cu Guvernul Federal al Canadei.
Maya Badian a compus lucrări pentru orchestră; pentru instrumentale și vocale, ansambluri; pentru cor, muzică pentru teatru instrumental și pentru multimedia. Ea a publicat peste 120 de compoziții, precum și muzicologie și pedagogie.

## Lucrări
Badian a compus mai mult de 100 de lucrări pentru cor, orchestră, instrumentale și vocale, ansambluri, și, de asemenea, pentru multimedia. Ca de exemplu:

### Muzică de scenă
- Pigmalion (1972)

### Muzică vocal-simfonică
- Spre înalt (1973)
- Cantata Canada (1992)

### Muzică simfonică
- Mișcare simfonică (1968)
- Diptic simfonic (1976)
- Simfonietta (1976)
- Holocaust - In memorian (1976)

### Muzică concertantă și de cameră
- Concert pentru pian și orchestră (1978)
- Concert pentru vioară și orchestră
- Concert pentru chitară și orchestră

- Canada 125
- Concert pentru 4 timpani, trompetă și orchestră de coarde

- Reflets Laurentiens
- Crossed Links Over Times (cvartet de coarde)
- In the shadow of the Iron Curtain[3]
- Music in Square (cvartet de coarde)[4]
- Concert pentru marimbafon, vibrafon și orchestră de coarde[5]
- Concert pentru timpane, trompetă și orchestră de coarde[5]
- Concert pentru chitară[5]
- Concert pentru pian[5]
- Movimento
- Dance
- Dialogues
- Suite on Romanian Themes (1988)

### Lucrări pedagogice
- 250 Metodic Dictations, Universitz Level. 2 Vol.